# Campionato Panamericano 2021 (hockey su pista)
Il campionato panamericano di hockey su pista 2021 è stata la 10ª edizione dell'omonimo torneo di hockey su pista per squadre nazionali maschili americane. Il torneo si è svolto negli Stati Uniti d'America a Stuart dal 18 al 20 novembre 2021.
A vincere il torneo fu il Cile per la prima volta nella sua storia sconfiggendo in finale la Colombia.

## Formula
Il campionato panamericano 2021 fu disputato da tre selezioni nazionali tramite la formula del girone all'italiana con gare di andata e ritorno. Vennero attribuiti tre punti per l'incontro vinto, uno per l'incontro pareggiato e zero in caso di sconfitta. Dopo la prima fase venne disputata la finale; la squadra vincitrice della finale venne proclamata campione.

## Squadre partecipanti
| Pr. | Squadra  | Partecipazioni precedenti al torneo      |
| --- | -------- | ---------------------------------------- |
| 1   | Cile     | 1979, 1983, 1991, 2005, 2011, 2018       |
| 2   | Colombia | 1987, 1991, 1993, 1995, 2005, 2011, 2018 |
| 3   | Messico  | 1993, 2005, 2018                         |

Nota bene: nella sezione "partecipazioni precedenti al torneo" le date in grassetto indicano la squadra che ha vinto quell'edizione del torneo

## Svolgimento del torneo

### Prima fase

#### Classifica finale
| Pos. | Squadra  | Pt | G | V | N | P | GF | GS | DR  |
| ---- | -------- | -- | - | - | - | - | -- | -- | --- |
| 1.   | Colombia | 9  | 4 | 3 | 0 | 1 | 27 | 7  | +20 |
| 2.   | Cile     | 9  | 4 | 3 | 0 | 1 | 21 | 8  | +13 |
| 3.   | Messico  | 0  | 4 | 0 | 0 | 4 | 3  | 36 | -33 |

#### Risultati
| Stuart 18 novembre 2021 | Cile | 9 – 2 | Messico |  |

| Stuart 18 novembre 2021 | Colombia | 14 – 0 | Messico |  |

| Stuart 19 novembre 2021 | Colombia | 7 – 1 | Messico |  |

| Stuart 19 novembre 2021 | Cile | 6 – 0 | Messico |  |

| Stuart 19 novembre 2021 | Colombia | 1 – 5 | Cile |  |

| Stuart 20 novembre 2021 | Colombia | 5 – 1 | Cile |  |

### Finale 1º/2º posto
| Stuart 20 novembre 2021 | Colombia | 2 – 4 | Cile |  |